# Анастасия Николаевна
Анастасия Николаевна Романова (на руски: Анастасия Николаевна Романова) е велика княгиня, четвъртата и най-малка дъщеря на императора на Русия Николай II Романов и на императрица Александра Фьодоровна. Тя е разстреляна заедно с останалите членове на семейството в подземието на Ипатиевата къща в Екатеринбург на 17 юли 1918 г.
Масовият гроб близо до Екатеринбург, където са намерени останките на царя, съпругата му и трите им дъщери е открит през 1991 г., а останките на Алексей Николаевич и тези на Анастасия или на по-голямата ѝ сестра Мария са открити през 2007 г.
След нейната смърт се пускат слухове, че е жива и около 30 жени твърдят, че са спасилата се по чудо княгиня, но всички те са разобличени в лъжа. 
Тя е канонизирана заедно с родителите си, сестрите и брат си в Катедралата на светите новомъченици на Русия като страстомъченица на юбилейния Архиерейски събор на Руската православна църква през август 2000 г. По-рано, през 1981 г., те също са канонизирани от Руската православна църква зад граница. Възпоменанието е на 4 юли по Юлианския календар.

## Биография

### Ранни години
Родена е в Петерхоф на 18 юни (5 юни по стар стил) 1901 г. Когато се ражда, царят вече има три дъщери – Олга, Татяна и Мария. Липсата на мъжки наследник на трона нажежава политическата обстановка: според Акта за наследяване на трона, приет от Павел I, жена може да се изкачи на трона само след изчезването на всички мъжки линии на управляващата династия (полусалическо унаследяване), следователно по-малкият брат на Николай II, Михаил Александрович, се смята за наследник, което не устройва мнозина, на първо място самата императрица Александра Фьодоровна. В опит да измоли Бог за син, по това време тя все повече се потапя в мистицизъм. Със съдействието на черногорските принцеси Милица Николаевна и Анастасия Николаевна в двора пристига известният Филип Низие, французин по националност, който се обявява за хипнотизатор и специалист по нервни болести. Той предсказва раждането на син на Александра Фьодоровна, но се ражда момиче – Анастасия. Никола пише в дневника си: „Около 3 часа Аликс започна да изпитва силна болка. В 4 часа станах, отидох в стаята си и се облякох. Точно в 6 сутринта се роди дъщеря ни Анастасия. Всичко стана бързо при отлични условия и, слава Богу, без усложнения. Благодарение на факта, че всичко започна и приключи, докато всички още спяха, и двамата имахме усещане за спокойствие и уединение! След това седнах да пиша телеграми и да уведомявам роднини във всички краища на света. За щастие Аликс се чувства добре. Бебето тежи 11½ фунта и е високо 55 см“. Записът в дневника на императора противоречи на твърденията на някои изследователи, които смятат, че Николай, разочарован от раждането на дъщеря, дълго време не се осмелява да посети новороденото и съпругата му.
Великата княгиня е кръстена на черногорската принцеса Анастасия Николаевна, близка приятелка на императрицата. Маргарет Игер, автор на мемоарите „Шест години в руския императорски двор“, припомня, че Анастасия е кръстена в чест на помилването и възстановяването от страна на императора на студенти от университета в Санкт Петербург, участвали в неотдавнашни вълнения, като самото име „Анастасия” означава „върнат към живот” и образът на тази светица обикновено съдържа вериги, разкъсани наполовина.

### Детство
Пълната титла на Анастасия Николаевна е Нейно императорско височество велика херцогиня на Русия Анастасия Николаевна, но тя не се използва; в официалната реч я наричат по име и презиме, а у дома – „малка, Настаска, Настя, дебеланка“ – заради нейния нисък ръст (156 см) и кръгла фигура, и „швибзик” – заради нейната мобилност и неизчерпаемост в измислянето на лудории и шеги.
Според мемоарите на съвременници децата на императора не са били разглезени от лукс. Анастасия споделя стая с по-голямата си сестра Мария. Стените на стаята са сиви, таванът е украсен с изображения на пеперуди. По стените има икони и снимки. Мебелите са в бели и зелени тонове, обзавеждането е семпло, почти спартанско – диван с бродирани възглавници и армейско легло, на което великата херцогиня спи през цялата година. Това легло се мести из стаята, за да попадне в по-осветена и топла част на стаята през зимата, а през лятото понякога дори се измъква на балкона, за да може човек да си почине от задуха и жегата. Те го вземат със себе си на почивка в Ливадийския дворец и великата княгиня спи на него по време на сибирското си изгнание. Една голяма съседна стая, разделена наполовина със завеса, служи на великите херцогини като общ будоар и баня. Животът им е доста монотонен. Закуска в 9 часа, втора закуска в 13:00 или 12:30 часа в неделя. В 18 часа има чай, в 20 часа има обща вечеря, а храната е съвсем проста и непретенциозна. Вечер момичетата решават шаради и бродират, докато баща им им чете на глас.
Рано сутринта взимат студена вана, вечер – топла, към която са добавени няколко капки парфюм, като Анастасия предпочита парфюм „Франсоа Коти“ с мирис на теменужки. Тази традиция е запазена от времето на Екатерина I. Когато момичетата са малки, слугите носят кофи с вода до банята; когато порастват, това е тяхно задължение. Има две бани – първата е голяма, останала от царуването на Николай I (според оцелялата традиция всеки, който се мие в нея, оставя своя автограф отстрани), а другата е по-малка и е предназначена за деца.
Неделята е особено очаквана – на този ден великите херцогини присъстват на детски балове при леля си Олга Александровна. Вечерта е особено интересна, когато на Анастасия е позволено да танцува с младите офицери.
Подобно на другите деца на императора, Анастасия се обучава у дома. Обучението започва на 8-годишна възраст и учебната програма включва френски, английски и немски език, история, география, Божи закон, природни науки, рисуване, граматика, аритметика, танци и музика. Анастасия не е известна с усърдието си в ученето; тя мрази граматиката, пише с ужасяващи грешки и с детска спонтанност, наричана аритметика „пикня“. Учителят по английски Сидни Гибс си спомня, че веднъж се е опитала да го подкупи с букет цветя, за да подобри оценката ѝ, и след неговия отказ е дала тези цветя на учителя по руски език Петър Петров.
Семейството живее главно в Александровския дворец в Царское село, заемайки само част от няколко десетки зали. Понякога се премества в Зимния дворец, въпреки факта, че е много голям и студен, а Татяна и Анастасия често се разболяват там.
В средата на юни семейството ходи на екскурзии с императорската яхта „Щандарт“, обикновено покрай финландските шхери, като от време на време спира на островите за кратки екскурзии. Семейството се влюбва в малък залив, наречен Залив на щандарта. Там те си правят пикници или играят тенис на игрището, което императорът изгражда със собствените си ръце. Почиват и в Ливадийския дворец. Плуват в топлото море, строят крепости и кули от пясък и понякога отиват в града, за да се возят с каляска по улиците или да минат по магазините. Не е възможно да го направят в Санкт Петербург, тъй като всяка поява на кралското семейство на публично място създава тълпа и вълнение.
Понякога посещават полски имения, които принадлежат на кралското семейство, където Николай обича да ловува.

### Роля на Распутин
Григорий Распутин – руски селянин и скитник, или свещен човек е представен на императрица Александра Фьодоровна на 1 ноември 1905 г. Тя разчита на съветите му, а той счита, че молитвите му спасяват многократно страдащия царевич Алексей, болен от хемофилия. Болестта се пази в тайна, така че появата в двора на човек, който почти веднага придобива значително влияние там, предизвиква спекулации и слухове. Под влиянието на майка си петте деца свикват напълно да се доверяват на „светия старец“ и да споделят с него своите преживявания и мисли. 
През есента на 1907 г. лелята на Анастасия, Олга Александровна от Русия, е придружена от царя, за да се срещне с Распутин. Анастасия, сестрите ѝ и брат ѝ Алексей са с дългите си бели нощници. „Всички деца като че ли го харесват“, спомня си Олга Александровна. „Бяха съвсем спокойни с него“.
Една от гувернантките, София Ивановна Тютчева, е ужасена през 1910 г., че на Распутин е разрешен достъп до детската стая, когато четирите момичета са по нощници, и иска това да му бъде забранено. Николай моли Распутин да избягва да ходи в детските стаи в бъдеще. Децата осъзнават напрежението и се страхуват, че майка им ще бъде разгневена от действията на Тютчева. Накрая последната е уволнена. По всяка вероятност „светият старец“ не си е позволявал волности, но из Санкт Петербург се разпространяват толкова мръсни слухове, че братята и сестрите на императора вдигат оръжие срещу Распутин, а Ксения Александровна изпраща на брат си особено остро писмо, обвинявайки Распутин в хлистоверство и протестирайки срещу това, че този „лъжлив старец“ има неограничен достъп до деца. Анекдотични писма и карикатури се предават от ръка на ръка, изобразяващи връзката му с императрицата, момичетата и Анна Вирубова. За да потуши скандала, за голямо неудоволствие на императрицата, Николай е принуден временно да изведе Распутин от двореца и той тръгва на поклонение до светите места. През пролетта на 1910 г. Мария Вишнакова, кралска гувернантка, твърди, че Распутин я е изнасилил. Тя казва, че императрицата отказва да повярва, и настоява, че „всичко, което Распутин прави, е свято“. Но слуховете продължават и по-късно се мълви, че Распутин е съблазнил не само царицата, но и четирите ѝ дъщери. Клюките са подхранвани от пламенни, но въпреки това невинни писма, написани на Распутин от царицата и четирите ѝ дъщери, разпространени от Распутин в обществото.
Въпреки слуховете връзката на императорското семейство с Распутин продължава до убийството му на 17 декември 1916 г. А. Мордвинов припомня, че след убийството на Распутин четирите велики херцогини изглеждат тихи и забележимо потиснати, и седят сгушени една до друга на дивана в една от спалните, сякаш осъзнавайки, че Русия е стигнала до движение, което скоро ще стане неконтролируемо. На гърдите на Распутин е поставена икона, подписана от императора, императрицата и всичките им пет деца. Заедно с цялото императорско семейство на 21 декември 1916 г. Анастасия присъства на панихидата. Решено е да се построи параклис над гроба на „светия старец“, но поради последвалите събития този план не е осъществен. След като са убити от болшевиките, става ясно, че Анастасия и сестрите ѝ носят амулети със снимката на Распутин и негова молитва.

### Първа световна война и Февруарска революция
По спомени на съвременници, следвайки майка си и по-големите си сестри, Анастасия ридае горчиво в деня на обявяването на Първата световна война.
В деня на 14-десетия си рожден ден, според традицията, всяка от дъщерите на императора става почетен командир на един от руските полкове. През 1901 г., след рождението ѝ, името на св. Анастасия Узорешителница получава Каспийският 148-ми пехотен полк в чест на принцесата. Той започва да празнува своя полков празник на 22 декември. Полковата църква е издигната в Петерхоф от архитекта Михаил Вержбицки. На 14 години Анастасия става негов почетен командир (полковник), за което Николай прави съответен запис в дневника си. Отсега нататък полкът става официално известен като 148-ми Каспийски пехотен полк на Нейно Императорско Височество Велика княгиня Анастасия.
По време на войната императрицата предоставя много от залите на двореца за болнични помещения. По-големите сестри Олга и Татяна, заедно с майка си, стават милосърдни сестри. Мария и Анастасия, твърде млади за такава тежка работа, стават покровителки на болницата. И двете сестри дават собствени пари, за да си купят лекарства, четат на глас на ранените, плетат им неща, играят на карти и дама, пишат писма до дома под тяхна диктовка, а вечер ги забавляват с телефонни разговори, шият бельо, приготвят превръзки. Феликс Дасел, който се лекува в болницата и познава Анастасия, си спомня, че тя се смее като катеричка и ходи бързо с прокрадване. Мария и Анастасия дават концерти на ранените и се опитват да ги отвлекат от тежките мисли. Те прекарват дни наред в болницата и неохотно отделят време за уроци.
През февруари 1917 г., в разгара на революцията, едно след друго децата се разболяват от морбили. Анастасия се разболява последна, когато дворецът е вече заобиколен от войските на бунтовниците. Царят по това време е главнокомандващ в Могильов, в двореца са само императрицата и децата.

### Под домашен арест
Според мемоарите на Лили Ден (Юлия Александровна фон Ден), близка приятелка на Александра Фьодоровна, през февруари 1917 г., в разгара на революцията, децата се разболяват от морбили едно след друго. Анастасия е последната, която се разболява, когато дворецът Царско село вече е обкръжен от бунтовнически войски. По това време царят е в щаба на главнокомандващия в Могильов и само императрицата и децата ѝ остават в двореца. В нощта на 2 март 1917 г. Лили Ден остава да пренощува в двореца, в малиновата стая, с великата княгиня Анастасия. За да не се притесняват, те обясняват на децата, че войските, които обграждат двореца, и далечните изстрели са резултат от продължаващи учения. Александра Фьодоровна възнамерява да крие истината от тях възможно най-дълго. В 9 часа на 2 март научават за абдикацията на царя.
В сряда, 8 март, граф Павел Бенкендорф се появява в двореца със съобщението, че временното руско правителство е решило да подложи императорското семейство на домашен арест в Царское село. Предложено им е да направят списък с хората, които искат да останат при тях. Лили Ден веднага предлага услугите си.
На 9 март децата са уведомени за абдикацията на баща си. Няколко дни по-късно Николай се връща. Животът под домашен арест в Александровския дворец в Царское село се оказва доста поносим. Необходимо е да се намали броят на ястията по време на обяда, тъй като менюто на кралското семейство се обявява публично от време на време и не си струва да се дава друга причина, за да се провокира и без това разгневената тълпа. Любопитни хора често наблюдават през решетките на оградата как семейството се разхожда в парка и понякога ги поздравяват с подсвирквания и ругатни, така че разходките трябва да бъдат съкратени.
На 22 юни 1917 г. е решено да се обръснат главите на момичетата, тъй като косата им пада поради постоянна температура и силни лекарства. Алексей настоява и той да бъде обръснат, като по този начин предизвиква изключително недоволство у майка си.
Въпреки всичко обучението на децата продължава. Целият учебен процес се ръководи от Пиер Жияр, учител по френски език. Самият Николай преподава на децата география и история. Баронеса София фон Буксхьоведен поема уроците по английски и музика, мадмоазел Шнайдер преподава аритметика, графиня Анастасия Гендрикова – рисуване, д-р Евгений Боткин – руски език, а Александра Фьодоровна – Божи закон.
По това време все още има надежда семейството на бившия крал да отиде в чужбина, но Джордж V, чиято популярност сред поданиците му бързо пада, решава да не поема рискове и избира да пожертва кралското семейство, като по този начин предизвиква шок в собствения си кабинет.
Александър Керенски от временното правителство уведомява царското семейство, че е взето решение да бъдат прехвърлени в Тоболск, Сибир. В последния ден преди да напуснат, те имат възможност да се сбогуват със служителите, за последен път да посетят любимото си място в парка, езерата и островите. На 12 август 1917 г. влак под знамето на японската мисия на Червения кръст тръгва от коловоза при най-строга секретност.

### Заточение в Тоболск
На 26 август на борда на кораба „Русия“ имперското семейство пристига в Тоболск. Къщата, проектирана за тях, все още не е напълно готова, затова първите осем дни прекарват на кораба. Под охрана императорското семейство накрая е отведенено в двуетажната къща на губернатора, който става техен временен дом. Момичетата са в ъгловата спалня на втория етаж, където са на същите легла, на които са спали в Александровския дворец. Анастасия допълнително украсява своя ъгъл с любимите си снимки и рисунки.
Животът в имението на губернатора е доста монотонен. Основната атракция е да наблюдават минувачите от прозореца и да се разхождат с баща си. От 9:00 до 11:00 имат уроци. Един час почивка за разходка Николай. Отново уроци от 12:00 до 13:00 ч. Вечеря. От 14:00 до 16:00 часа има разходки и прости развлечения като домашни представления или през зимата – каране по собственоръчно построена пързалка. Анастасия, по собствените си думи, ентусиазирано приготвя дърва за огрев и шие. Следващите по график са вечерната служба и лягането.
През септември им е позволено да отидат до най-близката църква за сутрешната служба. Войниците формират жив коридор от къщата до вратата на църквата. Отношението на местните жители към царското семейство е доброжелателно.
Анастасия по това време започва да напълнява, много бързо наддава тегло, което тревожи императрицата и тя го споделя с приятели.
Несигурността на пленничеството оказват влияние върху Анастасия и семейството ѝ. Тя пише писма, в които се сбогува с приятели.

### Заточение в Екатеринбург
През април 1918 г. Президиумът на Централния всерусийски изпълнителен комитет на четвъртото си свикване взима решение да прехвърли бившия цар в Москва, за да бъде изправен пред съд. След много колебание императрицата решава да придружи съпруга си. Дъщеря им Мария също тръгва с тях, за да помага. Останалите членове на семейството остават да чакат в Тоболск, като Олга се грижи за болния им брат Алексей, Татяна – за къщата, а Анастасия – за забавленията. Трите момичета, облечени в сиво и със сълзи на очи, изпращат родителите си и сестра си. Животът тече бавно и тъжно в полупразната къща. Гадаят по книги, четат на глас и се разхождат. Анастасия все още се люлее на люлка, рисува и играе с болното си братче. Според мемоарите на Глеб Боткин, син на лекар, загинал заедно с кралското семейство, един ден той вижда Анастасия на прозореца и ѝ се покланя, но охраната веднага го гони, заплашвайки, че ще застреля, ако посмее да се приближа отново.
На 3 май 1918 г. става ясно, че по някаква причина заминаването на бившия цар за Москва е отменено и вместо това Мария, майка ѝ и баща ѝ са принудени да останат в къщата на инженер Ипатиев в Екатеринбург, реквизирана от новия режим специално за да настанят царското семейство в нея. В Тоболск Анастасия и нейните сестри зашиват скъпоценни камъни в дрехите си, за да ги скрият от похитителите си, тъй като Александра им пише, за да ги предупреди, че тя, Николай и Мария са били претърсени при пристигането си в Екатеринбург и са им били конфискувани предмети. Под ръководството на по-голямата си сестра Татяна, Анастасия зашива останалите бижута, които има, в корсета на роклята си – при успешна комбинация от обстоятелства с тях трябва да се купи пътят към спасението.
На 19 май най-сетне е решено останалите дъщери и Алексей да се присъединят към родителите си и Мария в Ипатиевата къща в Екатеринбург. На следващия ден, 20 май, четиримата се качват на кораба „Русия“, който ги завежда в Тюмен. Според очевидци момичетата са били заключени в отделни каюти, а брат им Алексей е бил сам с ординареца си и достъп до неговата каюта не е имал дори лекарят му.
На 22 май корабът пристига в Тюмен, а след това с влак са извозени до Екатеринбург. В същото време Анастасия остава в отлично настроение и в писмото, разказващо за пътуването, се чуват хумористични нотки. На 23 май в 9 часа сутринта влакът пристига в Екатеринбург. Там учителят им по френски Пиер Жияр, морякът Нагорни и придворните дами, които пристигат с тях, са отстранени от децата. Екипажите са докарани до влака и в 11 часа сутринта. Олга, Татяна, Анастасия и Алексей най-накрая са отведени в къщата на инженер Ипатиев.
Животът в „къщата със специално предназначение“ е монотонен и скучен. Ставане в 9 часа, закуска. Обяд в 14:30, следобеден чай в 17 часа и вечеря в 20 часа. Лягане в 22:30 часа. Анастасия шие със сестрите си, разхожда се в градината, играе на карти и чете духовни публикации на глас на майка си. Малко по-късно момичетата са научени да пекат хляб и те с ентусиазъм се отдават на това занимание.
Във вторник, 18 юни 1918 г., Анастасия празнува последния си, 17-ти, рожден ден. Този ден времето е отлично, само вечерта се разразява малка гръмотевична буря. Цъфтят люляк и медуница. Момичетата изпичат хляб, след което брат им Алексей е изведен в градината и цялото семейство се присъединява към него. В 20 часа вечерят и играят няколко игри на карти. Лягат си в обичайния час, 22:30.

### Разстрел
Официално се смята, че решението за екзекуцията на кралското семейство е окончателно взето от Уралския съвет на 16 юли във връзка с възможността за предаване на града на войските на Бялата гвардия и предполагаемото откриване на заговор за спасяване на кралското семейство. В нощта на 16 срещу 17 юли в 23:30 часа двама специални представители на Уралския съвет връчват писмена заповед за екзекуцията на командира на охранителния отряд П. Ермаков и на коменданта на къщата, комисаря на извънредната следствена комисия Яков Юровски.
Разказ за събитието, даден от Юровски на неговите болшевишки началници след убийствата, е открит през 1989 г. и подробно описан в книгата на Едвард Радзински от 1992 г. „Последният цар“. Според Юровски в нощта на убийството семейството е разбудено, като им се казва да се облекат, защото ще бъдат преместени на ново място, за да се гарантира безопасността им в очакване на насилието, което може да възникне, когато белогвардейският военен контингент достигне Екатеринбург. След като се обличат, семейството и малкият кръг от слуги, останали с тях, са вкарани в малка стая в подземието на къщата и им е заповядано да чакат. Те не подозират нищо. 
В мазето по молба на императрицата  са донесени столове, на които сядат тя и съпругът ѝ със сина си Алексей на ръце. Анастасия стои отзад със сестрите си. Сестрите носят няколко чанти със себе си, Анастасия взима и любимото си куче Джими, което я придружава през цялото ѝ изгнание  След няколко минути охраната влиза в стаята, водена от Юровски, който бързо информира царя и семейството му, че трябва да бъдат екзекутирани. Царят има време да каже само „Какво?“ и се обръща към семейството си, преди да бъде убит от няколко куршума в гърдите (не както обикновено се казва в главата – черепът му, намерен през 1991 г., не носи следи от куршуми). Императрицата и дъщеря ѝ Олга се опитват да се прекръстят, но са убити при първоначалните изстрели. Има информация, че след първия залп Татяна, Мария и Анастасия са останали живи. По-късно свидетели, разпитани от следовател Николай Соколов, свидетелстват, че от царските дъщери Анастасия най-дълго се е съпротивлявала на смъртта и вече ранена, е трябвало да бъде довършена с щикове и приклади на пушки. Според материали, открити от историка Едуард Радзински, най-дълго остава жива Анна Демидова, слугинята на Александра, която успява да се защити с възглавница, пълна с бижута.
Юровските бележки съобщават, че след като се вдига димът, който запълва стаята след толкова много изстрели, откриват, че куршумите рикошират от корсетите на две или три от великите княгини. Те ги доубиват с щикове и приклади. Палачите по-късно разбират, че това се дължи на факта, че бижутата и диамантите на семейството са пришити в корсетите, за да ги скрият от похитителите. 
Заедно с труповете на нейното семейство тялото на Анастасия е увито в чаршафи, взети от леглата на великите херцогини, и са отнесени в района на четиримата братя (Ганина яма) за погребение. Там труповете, обезобразени до неузнаваемост от удари с приклади и сярна киселина, са хвърлени в една от старите мини. По-късно следователят Соколов открива там тялото на кучето Ортино. След екзекуцията последната рисунка, направена от ръката на Анастасия, е намерена в стаята на великите херцогини – люлка между две брези.

## Намиране на тленните останки
Районът на Четирите братя се намира на няколко километра от село Коптяки, недалеч от Екатеринбург. Една от неговите ями (Ганина яма) е избрана от екипа на Яков Юровски за погребване на останките на царското семейство и слугите. Не е възможно мястото да се запази в тайна поради факта, че буквално до него минава път за Екатеринбург. Местната селянка Наталия Зикова, а след това и още няколко души, виждат процесията. Войниците на Червената армия, заплашвайки ги с оръжие, ги прогонват. По-късно същия ден в района се чуват експлозии на гранати. Заинтересувани от странната случка, местните жители няколко дни по-късно, когато кордонът вече е вдигнат, идват в местността и успяват да открият няколко ценности (очевидно принадлежащи на кралското семейство), незабелязани от бързащите екзекутори.
От 23 май до 17 юни 1919 г. следователят Николай Соколов извършва разузнаване на района и разпитва жителите на селото. От 6 юни до 10 юли по заповед на адмирал Александър Колчак започват разкопките на Ганината яма, които са прекъснати поради отстъплението на белогвардейците от града.
На 11 юли 1991 г. предполагаемите останки на императоското семейство и техните слуги са намерени в Поросьонков лог близо до Екатеринбург на дълбочина малко над метър. Гробът е открит почти десетилетие по-рано, но откривателите му го скриват от комунистите, които тогава все още управляват Русия. Гробът има само девет от очакваните единадесет останки. ДНК и скелетен анализ идентифицират цар Николай II, царица Александра и три от четирите велики княгини (Олга, Татяна и най-вероятно Мария). Другите са на доктора на семейството (Евгений Боткин), на техния камериер (Алексей Труп), на готвача им (Иван Харитонов) и на прислужницата на Александра (Анна Демидова). Съдебният експерт Уилям Р. Мейпълс решава, че телата на царевич Алексей и Анастасия липсват от гроба на семейството. Руските учени оспорват това заключение, като твърдят, че тялото на Мария е това, което липсва. Руснаците идентифицират тялото на Анастасия, като използват компютърна програма, сравнявайки снимките на най-младата княгиня с черепите на жертвите от масовия гроб. Те оценяват височината и ширината на черепите. Американските учени смятат този метод за неточен. Американските учени смятат, че липсващото тяло е това на Анастасия, защото нито един от женските скелети не показва следи на незрялост, като незряла ключица, непораснали мъдреци или незрели гръбначни прешлени, които те очакват да намерят в момиче на седемнадесет години. През 1998 г., когато останките от императорското семейство са окончателно погребани, тя е погребана под името Анастасия. Снимките показват, че Анастасия е няколко сантиметра по-ниска от останалите.
В Юровските бележки се посочва, че две от телата са били извадени от общия гроб и кремирани в неизвестна област, за да прикрие погребението на царя и неговото семесйство. Ако останките са открити от белогвардейците, броят на телата не би бил точен. Претърсването на района през следващите години не успява да открие мястото на кремацията или останките на двете изчезнали романови деца.
През 1998 г., когато останките на императорското семейство най-накрая са погребани, тялото с дължина 170 см е погребано под името на Анастасия. Снимки на момичето, стоящо до сестрите си, направени шест месеца преди убийството, показват, че Анастасия е с няколко инча по-ниска от тях, а императрицата, коментирайки фигурата на 16-годишната си дъщеря, пише в писмо до Анна Вирубова седем месеца преди убийството: „За нейно отчаяние Анастасия напълня и външният ѝ вид точно прилича на Мария преди няколко години – същата огромна талия и къси крака... Дано това изчезне с възрастта...”. Учените смятат, че е малко вероятно тя да е пораснала много през последните месеци от живота си действителната височина е приблизително 5'2". В същото време криминологът В. Соловьов смята, че доказателство в полза на идентифицирането на тялото като Анастасия е нейната пола.
На 23 август 2007 г. руски археолог открива два частично изгорени скелета в Поросенковския овраг близо до Екатеринбург, което съвпада с мястото, описано в мемоарите на Юровски. Според археолозите костите са на момче, което е приблизително на възраст между 10 и 13 години по времето на смъртта му и на млада жена, която е на възраст между 18 и 23 години. Анастасия е на 17 години и един месец по време на убийството, а Мария – на 19 години и един месец, брат им Алексей е на 14 години без две седмици. По-големите сестри на Анастасия, Олга и Татяна, са съответно на възраст 22 и 21 години по времето на убийството. Заедно с откриването на последните две тела археолозите откриват и части на контейнер със сярна киселина, нокти, метални ивици от дървена кутия и куршуми от различен калибър. Мястото първоначално е намерено с метални детектори и с помощта на метални сонди. ДНК анализът от многобройни международни лаборатории потвърждава, че останките принадлежат на Алексей и на една от сестрите му (Мария), доказвайки категорично, че всички членове на семейството, включително Анастасия, са починали през 1918 г. Родителите и всичките пет деца са налице и всеки има свой собствен уникален ДНК профил. През юли 2008 г. тази информация е официално потвърдена от Следствения комитет към прокуратурата на Руската федерация, съобщавайки, че изследването на останките, намерени през 2007 г. на стария Коптяковски път, установява, че откритите останки принадлежат на великата княгиня Мария и царевич Алексей . Въпреки това група известни генетици (които вземат участие във всички тези ДНК тестове), водени от д-р Майкъл Д. Кобъл, пишат в получената статия през 2009 г. (раздел „Дискусия“, преведено от английски): „Трябва да се отбележи, че широко разпространеният дебат дали останките на Мария или Анастасия са открити във второто погребение, не може да бъде разрешен въз основа на резултатите от ДНК анализа. При липсата на уточняване на ДНК данни за всяка от сестрите можем да идентифицираме категорично само Алексей – единственият син на Николай и Александра“.

## Характер
По спомени на съвременници Анастасия е дребна, с гъста вълниста червеникавокафява коса и големи сини очи, наследени от баща си. В лицето прилича повече на баща си, а във фигурата на майка си. Говори бързо, но отчетливо. Гласът ѝ е висок и дълбок. Има навика да се смее на висок глас. Тя е с доста пълна фигура, като сестра си Мария. От майка си наследява широки бедра, тънка талия и хубав бюст. Ниска, силно сложена, но в същото време изглежда някакси ефирна. Тя е семпла по лице и телосложение, по-ниска от величествената Олга и крехката Татяна. Анастасия е единствената, която наследява формата на лицето на баща си – леко издължена, с изпъкнали скули и широко чело. Тя всъщност много прилича на него. Едрите черти на лицето – големи очи, голям нос, меки устни, правят Анастасия да изглежда като младата Мария Фьодоровна, нейната баба. 
Момичето има лъчезарен и весел характер, обича да играе на лапта, фант и серсо и може неуморно да тича из двореца с часове, играейки на криеница. Лесно се катери по дърветата и често отказва да слезе на земята. Тя е с неизчерпаема енергия и вечно измисля нови игри и закачки. Например обича да рисува бузите и носовете на своите сестри, брат и млади дами с ароматен кармин и сок от ягоди. С нейната лека ръка става модерно да втъкават цветя и панделки в косата си, с което малката Анастасия много се гордее. Тя е неразделна с по-голямата си сестра Мария, обожава брат си Алексей и може да го забавлява с часове, когато поредната пристъп на хемофилия го праща в леглото. Анна Вирубова припомня, че „Анастасия изглеждаше направена от живак, а не от плът и кръв“. Веднъж, когато е съвсем бебе, на три-четири години, на прием в Кронщат тя се качва под масата и започна да щипе присъстващите по краката, правейки се на куче, за което веднага получава строго порицание от баща ѝ. Тя също има ясен талант на комедийна актриса и обича да пародира и имитира хората около нея, като го прави много талантливо и забавно. 
Малката Анастасия не е особено спретната и не обича реда. Хали Рийвс, съпругата на американски дипломат, акредитиран в двора на последния император, си спомня как тя, докато е в театъра, яде шоколад, без да си прави труда да свали белите си ръкавици, и отчаяно си изцапва лицето и ръцете. Джобовете ѝ непрекъснато са пълни с шоколадови бонбони и сладки с крем брюле, които тя щедро споделя с другите.
Тя обича животните. Отначало има шпиц на име Швибзик и с него са свързани много забавни и трогателни инциденти. Великата херцогиня отказва да си легне, докато кучето не се присъедини към нея, и веднъж, след като губи домашния си любимец, тя го вика със силен лай и Швибзик е намерен под дивана. През 1915 г., когато той умира от инфекция, тя е неутешима няколко седмици. Заедно със сестрите и брат му те погребват кучето в Петерхоф, на Детския остров. Тогава тя има куче на име Джими.
Обича да рисува и го прави доста добре, обича да свири на китара или балалайка с брат си, да плете, да шие, да гледа филми, обича фотографията, която е модерна по онова време, и има собствен фотоалбум, харесва да виси на телефона, да чете или просто да лежи в леглото. По време на войната започва да пуши, в което компания ѝ правят по-големите ѝ сестри.
Зздравето ѝ не е добро. От дете страда от болки в краката – следствие от вродено изкривяване на палците и кутретата, т.нар. вагусна деформация на палеца. Има слаб гръб въпреки факта, че прави всичко възможно да избегне масажа, необходим за укрепване на мускулите ѝ, като се крие от посещаващата масажистка в шкафа или под леглото. Дори и при малки порязвания кървенето не спира необичайно дълго време, от което лекарите заключават, че подобно на майка си Анастасия е носител на хемофилия.
Въпреки че е на 17 години, тя е все още дете, поне такова впечатление оставя с външността и веселия си нрав. Отличителна нейна черта е да намира слабите страни на хората и да ги имитира. Тя е естествен даровит комик.
Обича Шилер и Гьоте, Мало и Молиер, Чарлс Дикенс и Шарлот Бронте. Добре свири на пиано Шопен, Рахманинов и Чайковски.
Преподавателят ѝ по френски език си спомня за нея, че е много палава, ленива, понякога характерни черти на твърде способните деца, има прекрасно произношение на френски и разиграва театрални сцени с истински талант. Успява да подобри настроението на всеки, с което напълно заслужава прякора си „Слънчев лъч“.

## Канонизация
Канонизацията на семейството на последния цар на Русия, Николай II Романов, и обявяването им за новомъченици е направено най-напред от Руската православна църква зад граница през 1981 г. Подготовката за канонизирането в Русия започва през 1991 г., когато са възобновени разкопките на Ганина яма. Поставен е кръст за поклонение. Първата литургия, извършваща се сега всяка година, се прави в нощта на 17 юли 1995 г. при кръста.
През 2000 г. решението за канонизация се взима от Руската православна църква. През същата година, с благословията на патриарха, започва изграждането на манастирска сграда в Ганина яма в чест на царското семейство. На 1 октомври 2000 г. екатеринбургският и верхотурският архиепископ Викентий полага първия камък за основата на бъдещия храм в чест на Светите Царствени Страстотерпци. Манастирът е изграден предимно от дърво, съдържа седем основни църкви по-специално – главният храм в чест на светите царски страстотерпци, храмът на Св. Серафим Саровски и др.

## Легенда за оцеляването
Слуховете, че една от царските дъщери е успяла да избяга или като е избягала от Ипатиевата къща, или дори преди революцията, като е била заменена от една от слугините, започват да циркулират сред руските емигранти почти веднага след екзекуцията на царското семейство. Опитите на редица хора да използват вярата във възможното спасение на по-младата принцеса Анастасия за користни цели водят до появата на над тридесет фалшиви Анастасии. Предполагаемото бягство на Анастасия и нейното евентуално оцеляване е една от най-популярните исторически легенди на 20 век, за която са създадени много книги и филми.
Един от най-известните измамници е Анна Андерсън, която твърди, че войник на име Чайковски е успял да я измъкне ранена от мазето на Ипатиевата къща, след като е видял, че е още жива. Друга версия на същата история е разказана от бившия австрийски военнопленник Франц Свобода на процеса, на който Андерсън се опитва да защити правото си да се нарича Велика херцогиня и да получи достъп до хипотетичното наследство на своя „баща“. Свобода се обявява за спасител на Андерсън и според неговата версия ранената принцеса е била  транспортирана до къщата на „съсед, влюбен в нея, някой си X“. Тази версия обаче съдържа доста очевидно неправдоподобни подробности, например за нарушаване на комендантския час, което е немислимо в този момент, за плакати, съобщаващи за бягството на Великата херцогиня, уж разлепени из целия град, и за общи обиски, които за щастие не дават нищо. Томас Хилдебранд Престън, който по това време е британски генерален консул в Екатеринбург, отхвърля подобни измислици. Въпреки факта, че Андерсън защитава своя „кралски“ произход до края на живота си (нейната правна битка за признаване продължава от 1938 г. до 1970 г. и е най-дълго разглежданият случай някога от германските съдилища, където е официално подаден), пише книгата „Аз, Анастасия“ и води съдебни битки в продължение на няколко десетилетия, окончателно решение не е взето през целия ѝ живот. Тя умира през 1984 г. и тялото ѝ е кремирано. ДНК тест е проведен през 1994 г. на тъканна проба от болницата, където е лежала и кръвта на Филип, херцог на Единбург, праплеменник на императрица Александра. Според д-р Гил, който провежда теста, „Ако приемем, че тези проби са дошли от Ана Андерсън, тя не може да е свързана с цар Николай или царица Александра“. През 1995 и 2011 г. генетичният анализ потвърждава вече съществуващите предположения, че Анна Андерсън всъщност е Франциска Шанцковска, работничка в берлинска фабрика за експлозиви. До 2011 г. се смята, че тя е сериозно ранена в резултат на производствена авария (през 1916 г.) и е претърпяла психически шок, от последствията от който не може да се отърве до края на живота си. През 2011 г. американците Грег Кинг и Пени Уилсън публикуват ново изследване за Анна Андерсън и Франциска Шанцковская – книгата „Възкресението на Романови: Анастасия, Анна Андерсън и най-голямата кралска мистерия в света“ (The Resurrection of the Romanovs: Anastasia, Anna Anderson, and the World’s Greatest Royal Mystery). В него те твърдят, че чрез проучване на фабричните архиви са установили, че в резултат на производствена авария (през 1916 г.) Шанцковская е получила само леки драскотини по главата и крайниците, които не съответстват на дълбоките, записани от лекарите наранявания зад ухото, по тялото и крайниците на Анна Андерсън. Освен това Кинг и Уилсън не откриват доказателства, че Шанцковская е родилка – докато медицинските досиета на Анна Андерсън показват, че тя е родила дете (през 1919 г.). Въпреки че критиците откриват около 40 несъответствия в книгата на Кинг и Уилсън, самите автори в собствената си книга стигат до извода, че Анна Андерсън и Шанцковская са едно и също лице.
Друга фалшива Анастасия е Евгения Смит (Евгения Сметиско), художничка, която публикува „мемоари” в САЩ за своя живот и чудотворното спасение. Тя успява да привлече значително внимание към своята личност и сериозно да подобри финансовото си състояние, като се възползва от обществения интерес. 
Слуховете за спасяването на Анастасия са подхранвани от новини за влакове и къщи, които болшевиките претърсвали в търсене на изчезналата принцеса. По време на кратко лишаване от свобода в Перм през 1918 г. принцеса Елена Петровна, съпругата на далечния роднина на Анастасия княз Иван Константинович, съобщава, че пазачите са довели в килията ѝ момиче, което се е казвало Анастасия Романова, и са я попитали дали момичето е царса дъщеря. Елена Петровна е отговорила, че не разпознава момичето, и стражите са я отвели. Един историк смята друга версия за по-правдоподобна. Осем свидетели съобщават за завръщането на млада жена след очевиден опит за спасяване през септември 1918 г. на железопътната гара на Запасен път 37, северозападно от Перм. Тези свидетели с Максим Григориев, Татяна Ситникова и нейният син Фьодор Ситников, Иван Куклин и Марина Куклина, Василий Рябов, Устина Варанкина и д-р Павел Уткин, лекарят, прегледал момичето след инцидента. Някои свидетели идентифицират момичето като Анастасия, когато следователите на Бялата армия им показват снимки на Великата херцогиня. Уткин също им казва, че раненото момиче, което той прегледал в централата на ЧК в Перм, му е казало: „Аз съм дъщеря на владетеля, Анастасия“.
В същото време, в средата на 1918 г., има няколко съобщения за млади хора в Русия, представящи се за избягали Романови. Борис Соловьов – съпруг на дъщерята на Распутин Мария, измамно моли пари от знатни руски семейства за уж спасения Романов, като всъщност иска да използва парите, за да отиде в Китай. Соловьов намира и жени, готови да се представят други принцеси и по този начин допринасят за измамата.
Има обаче възможност един или повече пазачи действително да са спасили един от оцелелите Романови. Яков Юровски поисква охраната да дойде в офиса му и да прегледа нещата, които са откраднали след убийството. Съответно има период от време, когато телата на жертвите са оставени без надзор в камиона, в мазето и в коридора на къщата. Някои охранители, които не са участвали в убийствата и са импатизирали на великите херцогини, според някои източници, остават в мазето с телата.
През 1964-1967 г., по време на делото на Анна Андерсън, виенският шивач Хайнрих Клайбензетл свидетелства, че уж е видял ранената Анастасия малко след убийството в Екатеринбург на 17 юли 1918 г. За момичето се грижи хазяйката му Анна Баудин в сградата точно срещу Ипатиевата къща. „Долната част на тялото ѝ бе покрита с кръв, очите ѝ бяха затворени и беше бяла като платно“, свидетелства той. „Измихме брадичката ѝ, фрау Аннушка и аз, след което тя изстена. Костите трябва да са били счупени... Тогава тя отвори очи за минута.“ Клайбензетл твърди, че раненото момиче е останало в къщата на стопанката му три дни. Твърди се, че войниците от Червената армия са дошли в къщата, но са познавали твърде добре стопанката ѝ и не са претърсили. „Казаха нещо подобно: Анастасия е изчезнала, но тя не е тук, това е сигурно.“ Накрая войник от Червената армия, същият човек, който я докара, пристигна да отведе момичето. Клайбензетл не знае нищо повече за нейната по-нататъшна съдба
Последната от лъжливите Анастасии, Наталия Билиходзе, умира през 2000 г.
Слуховете се възраждат отново след излизането на книгата на Серго Берия „Баща ми – Лаврентий Берия“, където авторът небрежно си спомня среща във фоайето на Болшой театър с предполагаемо спасената Анастасия, която става игуменка на неназован православен манастир в Полша.
Слуховете за „чудодейно спасяване“, които сякаш заглъхват, след като кралските останки са подложени на научно изследване през 1991 г., се възобновяват с нова сила, когато в пресата се появяват публикации, че една от великите херцогини липсва от намерените тела (тогава се предполага, че това са Мария) и царевич Алексей. Според друга версия обаче сред останките може да нямало Анастасия, която е малко по-млада от сестра си и почти същата конструкция, така че грешка в идентификацията изглежда вероятна. Този път за ролята на спасената Анастасия претендира Надежда Иванова-Василиева, която прекарва по-голямата част от живота си в Казанската психиатрична болница, където е пратена от съветските власти, уж страхувайки се от оцелялата принцеса.
Княз Дмитрий Романович Романов, праправнукът на Николай, обобщава дългогодишната епопея на самозванките: „В моя спомен самозваните Анастасии варираха от 12 до 19. В условията на следвоенната депресия мнозина полудяха. Ние, Романови, бихме се радвали, ако Анастасия, дори в лицето на тази Анна Андерсън, се окаже жива. Но уви, не беше тя!“
Други по-малко известни претендентки са Надежда Василиева и Евгения Смит. Двете млади жени  твърдят, че са Анастасия и сестра ѝ Мария, че са били взети от свещеник в Урал през 1919 г., където са живели като монахини до смъртта си през 1964 г. Те са погребани под имената Анастасия и Мария Николаевна.
През 2007 г., когато са намерени последните две тела, става ясно, че няма оцелели от царското семейство. Въпреки това през 2014 г. е публикувана нова книга – дело на академика от Руската академия на науките Вениамин Алексеев, за възможния произход на Ана Андерсън и за невероятното спасение на Романови.

## Памет
- В нейна чест през 1902 г. е наречено село Анастасиевка, Черноморска губерня.
- През декември 2010 г. на нея е кръстен  круизен кораб, придобит от руската корабна компания Сейнт Питърс Лайн.
- В Санкт Петербург, близо до църквата „Възкресение Христово" близо до гара „Варшава“, има паметник на сем. Романови.
- В Екатеринбург Църквата на кръвта е построена на мястото н Ипатиевата къща, в която последният руски император Николай II, семейството му и четирима слуги са екзекутирани в нощта на 17 юли 1918 г.

### В масовата култура
- 1956 Anastasia, американски игрален филм – героиня (в ролята: Ингрид Бергман), базиран на едноименната пиеса на Марсел Море (1954)
- 1971 Nicholas and Alexandra, британски исторически игрален филм – героиня (в ролята: Фиона Фулъртън)
- 1997 Принцеса Анастасия (Anastasia), американски анимационен музикален исторически фентъзи филм – главна героиня
- 2015-2017 Fate/Grand Order, японска видеоигра –  слугиня от клас Caster
- 2016 Assassin's Creed Chronicles: Russia, компютърна игра – един от главните герои
- 2016 Hearts of Iron IV, шведска компютърна игра – в разширението No Step Back е владетелка на Полша
- 2016-2018 Drifters, аниме тв сериал – поява
- 2016-2018 Vatanım Sensin, турски телевизионен сериал – героиня (в ролята: Алина Боз)
- 2018 Зловеща семейна история (American Horror Story), американски тв сериал – появява в еп. 9 от сезон 8 (Апокалипсис), в ролята: Емилия Арес
- 2019 „Ann”, албум на нидерландската метъл група Екс Либрис – втората му част е посветена на нея
- 2020 Anastasia: Once Upon a Time, американски фентъзи приключенски филм – героиня (в ролята: Емили Кери)